# Underpant
Underpant er en panteret, hvor panthaverens ret over det pantsatte aktiv tinglyses.
Ved underpant forbliver det pantsatte aktiv i pantsætterens besiddelse (modsat håndpant).
I tilfælde af pantsætterens/skyldnerens misligholdelse af betaling af den fordring, som pantet skal sikre, kan panthaver/kreditor realisere pantet på tvangsauktion.

## Reference
1. ↑  "underpant". Den Store Danske (lex.dk online udgave).